# Immortal? (album)
Immortal? – czwarty studyjny album brytyjskiego zespołu muzycznego Arena, wydany w 2000 roku.

## Lista utworów[1]
Muzykę napisali: Mick Pointer, Clive Nolan i John Mitchell, a słowa Clive Nolan.
1. „Chosen” - 6:21
2. „Waiting for the Flood” - 5:54
3. „The Butterfly Man” - 8:56
4. „Ghost in the Firewall” - 4:55
5. „Climbing the Net” - 4:40
6. „Moviedrome” - 19:46
7. „Friday's Dream” - 4:44

## Twórcy[1]
- John Mitchell - gitara, chórek
- Clive Nolan - instrumenty klawiszowe, chórek
- Mick Pointer - perkusja
- Rob Sowden – śpiew
- Ian Salmon – gitara basowa